# Tiberias
Tiberias (Teveryah, Tverya) (Hebraisk: טבריה) ligger på bjergskråninger ved den vestlige side af Genesaret sø (Yam Kinneret) og med udsigt over søen (ca. 200 meter under havets overflade) og Golan-højderne (Ha'Golan) i baggrunden.
Byen blev grundlagt år 20 e.Kr. af Herodes Antipas, søn af Herodes den Store og navngivet til ære for den samtidige romerske kejser Tiberius. Efter Jerusalems og Templets ødelæggelse i år 70 e.Kr. blev Tiberias jødernes religiøse centrum, og byen var en af de fire hellige byer for jøderne. Mange jødiske historiske personer har boet i byen eller omegnen, og en del af dem er begravet her, f.eks. Maimonides/Rambam og Rabbi Akiva. Byen har således haft stor betydning i den jødiske historie. Vest for Tiberias er drusernes største helligdom, Jetros grav.
Byen er i dag en populær ferieby med et behageligt vinterklima og meget varme sommerdage, hoteller, promenade, restauranter, marina, søsport, varme kilder, kurbade samt historiske og religiøse steder. Det er et godt udgangspunkt for ture omkring Genesaret Sø og de mange kristne og jødiske hellige steder. Byen er desuden centrum for administration, handel og kultur i regionen.
Tiberias har ca. 40.000 indbyggere.